# Tuneladora

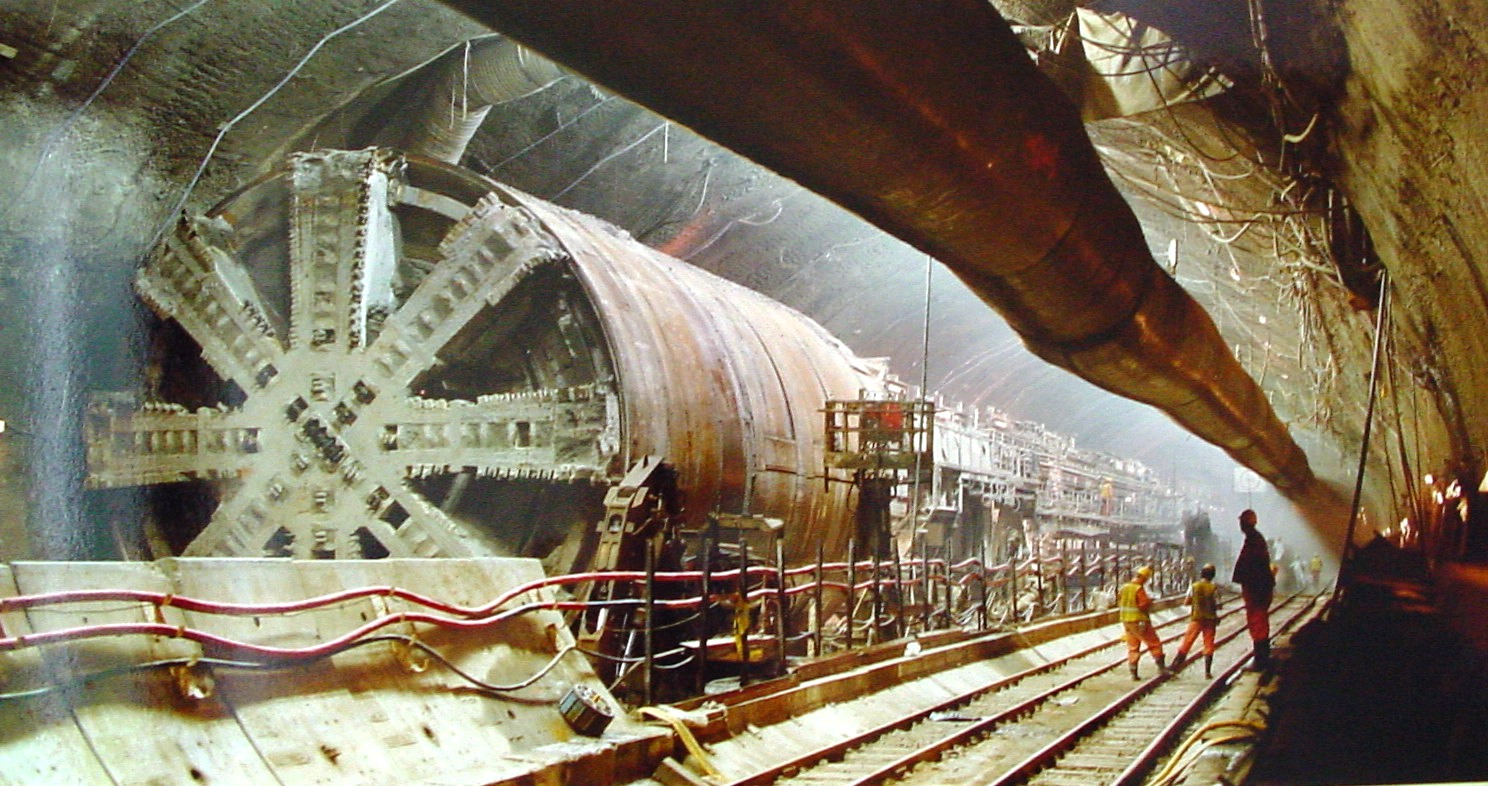
Una de las tuneladoras usadas para excavar el Eurotúnel, que conecta Francia e Inglaterra.

Una tuneladora, T.B.M. (del inglés Tunnel Boring Machine) o minador a sección completa es una máquina capaz de excavar túneles a sección completa, a la vez que colabora en la colocación de la entibación para la sustentación del túnel si ésta es necesaria, ya sea de forma provisional o definitiva. 
La excavación se realiza normalmente mediante una cabeza giratoria equipada con elementos de corte y accionada por motores hidráulicos (alimentados a su vez por motores eléctricos, dado que la alimentación general de la máquina se realiza con energía eléctrica), aun cuando también existen tuneladoras menos mecanizadas sin cabeza giratoria. El empuje necesario para adelantar se consigue mediante un sistema de gatos perimetrales que se apoyan en el último anillo de sostenimiento colocado o en zapatas móviles (denominadas grippers), accionados también por gatos que las empujan contra la pared del túnel, de forma que se consigue un punto fijo desde donde empujan. 
Detrás de los equipos de excavación y avance se sitúa el denominado "equipo de rezaga" de la tuneladora (o en denominación inglesa back up), constituido por una serie de plataformas arrastradas por la propia máquina y que, a menudo, ruedan sobre rieles que la misma tuneladora coloca, donde se alojan todos los equipos transformadores, de ventilación, depósitos de mortero y el sistema de evacuación del material excavado. 
Los rendimientos conseguidos con tuneladoras de cabeza giratoria son elevadísimos si se comparan con otros métodos de excavación de túneles, pero su uso no es rentable hasta una longitud mínima de túnel a excavar: hace falta amortizar el precio de la máquina y calcular el tiempo que se tarda en diseñarla, fabricarla, transportarla y montarla (que puede llegar a los dos años). Además, los túneles a excavar con tuneladora tienen que tener radios de curvatura elevados porque las máquinas no pueden hacer curvas cerradas, y la sección tiene que ser circular en túneles excavados con cabeza giratoria.
La primera máquina perforadora que hizo un túnel a una distancia considerable fue inventada en 1863, por el británico Frederick Beaumont, la Tuneladora Beaumont Boring Machine fue mejorada aún más en 1880, fue probado con éxito en el primer túnel del Canal de la Mancha en 1878.

## Tipos de tuneladoras
Se distinguen dos grandes grupos: los topos y los escudos, aun cuando también existen tuneladoras mixtas como las que excavan actualmente la línea 9 del Metro de Barcelona.

### Topos
Los topos son tuneladoras diseñadas para excavar rocas duras o medianas, sin demasiadas necesidades de sostenimiento. Su diferencia fundamental con los escudos es que no están dotados de un cilindro de acero tras la rueda de corte que realiza la función de entibación provisional.

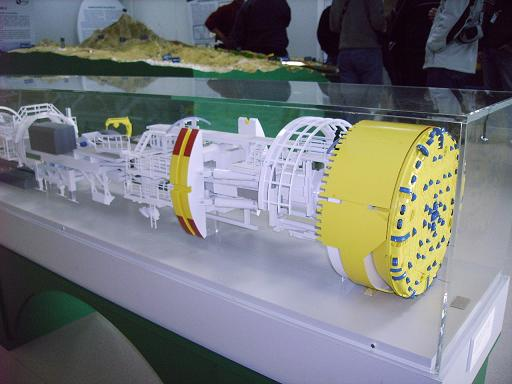
Modelo a escala de la tuneladora empleada para el Túnel de San Pedro, Ministerio de Fomento de España.

La fuerza de empuje se transmite a la cabeza de corte mediante cilindros (cilindros de empuje). La reacción producida se transmite al hastial del túnel mediante los grippers (fuerza de anclaje). Los grippers también compensan el par producido por la cabeza de corte, que se transmite a éstos a través de la viga principal.
Cuando se ha terminado un ciclo de avance, se necesita reposicionar las zapatas de agarre (grippers), para la cual se apoya la viga principal en el apoyo trasero. Una vez anclados los grippers en su nuevo emplazamiento, se libera el apoyo trasero y se inicia un nuevo ciclo de avance.

### Escudos
Los escudos son tuneladoras diseñadas por excavar rocas blandas o suelos, terrenos que necesitan sistemáticamente la colocación de un sostenimiento. A diferencia de los topos, los escudos cuentan con una carcasa metálica exterior (que da el nombre a este tipo de máquina) que sostiene provisionalmente el terreno desde el frente de avance hasta algo más allá de donde se coloca el sostenimiento definitivo, normalmente consistente en anillos formados por unas 7 dovelas. De este modo, se garantiza en todo momento la estabilidad del túnel. A menudo están preparadas para avanzar bajo el nivel freático.
Si se trata de una tuneladora de cabeza giratoria, suele estar equipada con picas, rastreles o "rippers" (elementos que arrancan los suelos) y cortadores (elementos que rompen por indentación la roca). También dispone de una serie de aperturas, frecuentemente regulables, por donde el material arrancado pasa a una cámara situada tras la rueda de corte y desde donde se transporta posteriormente hacia el exterior de la máquina. 
Tras esta cámara se alojan los motores y el puesto de mando de la máquina, espacios completamente protegidos por la carcasa metálica.
Seguidamente está todo el sistema de perforación: primero los cilindros perimetrales (con un recorrido entre 1,20 y 1,50 m). Estos gatos perimetrales se apoyan contra el último anillo colocado de dovelas del revestimiento definitivo del túnel. Cuando finaliza el recorrido de los cilindros de avance, se coloca un nuevo anillo de dovelas (en el interior de la carcasa, que se extiende algo más allá, de forma que el túnel siempre está sostenido) y se empieza un nuevo ciclo de excavación. Una inyección de mortero o grasa es necesaria para llenar el vacío de 7 a 9 cm de grueso entre las dovelas y el terreno excavado.
Se distinguen dos grandes grupos de escudos, de entre los que se distinguen las tipologías que se explicitan a continuación:
- Escudos de frente abierto: se usan cuando el frente del túnel es estable. El sistema de excavación puede ser manual, mediante brazo fresador, con un brazo excavador o con una cabeza giratoria. En algunos casos, se puede colaborar con la estabilidad del frente una vez acabado cada ciclo con unos paneles a modo de reja. Con este tipo de máquina, si la cabeza no es giratoria, es posible trabajar con secciones no circulares.
- Escudos de frente cerrado: se usan cuando el frente del túnel es marcadamente inestable, por ejemplo en terrenos no cohesivos, saturados de agua, etc. La sección excavada ha de ser circular. tiene varios tipos:

- Escudos con cierre mecánico: la entrada y salida de material en el cuarto de tierras se regula mediante dos puertas de apertura controlada hidráulicamente. La máquina tiene limitaciones con presencia de agua.
- Escudos presurizados con aire comprimido: prácticamente no se usan.
- Escudos de bentonita o hidroescudos: con la inyección de bentonita se consigue estabilizar el terreno por sus propiedades tixotrópicas y facilitar el transporte de material mediante bombeo.
- Escudos de balance de presión de tierras o EPBs: el material es extraído del cuarto de tierras mediante un tornillo de Arquímedes. Variando la fuerza de empuje de avance y la velocidad de extracción del tornillo, se consigue controlar la presión de balance de las tierras, para que ésta garantice la estabilidad del frente y se minimicen los asentamientos en superficie. Para facilitar la evacuación de productos poco plásticos con tornillos, a menudo se han de inyectar productos químicos por aumentar la plasticidad de los terrenos. Hoy en día, las EPB son la tecnología predominante en cuando a excavación de túneles bajo nivel freático.

### Doble Escudo
Otra modalidad de tuneladora es la denominada Doble Escudo, capaz de trabajar como topo o como escudo, en función de la calidad del macizo rocoso, siendo la mejor solución para macizos con tramos de tipología variable suelo-roca. En este tipo de tuneladoras el escudo está dividido en dos partes, la delantera en la que se encuentra la cabeza de corte, y la zona trasera en la que se realiza el montaje del anillo de dovelas.
El movimiento de estas dos partes del escudo es independiente, situándose los "grippers" en un hueco abierto entre ambas, por lo que la cabeza puede excavar mientras que en la cola del escudo se van montando los anillos de dovelas. De esta manera los rendimientos alcanzados con este sistema son mucho mayores que con un escudo simple. Este sistema se aplica en aquellos terrenos capaces de resistir la presión que transmiten los “grippers”. Al mismo tiempo que los cilindros de empuje principal impulsan hacia delante el escudo de cabeza y la rueda de corte realiza la excavación, en el escudo trasero se procede al montaje de un nuevo anillo de dovelas de sostenimiento al abrigo del mismo. 
Cuando el terreno es más débil y no es capaz de resistir la presión de los “grippers”, la tuneladora funciona como escudo simple, cerrándose el hueco de los "grippers", y apoyándose la tuneladora, mediante unos cilindros auxiliares, en el último anillo colocado, para así obtener la reacción necesaria para el empuje de la cabeza de corte (es decir, como trabaja un escudo normal). Por ello, trabajando en modo escudo, no es posible simultanear la excavación con el montaje del anillo de dovelas.